# 7-й гвардейский миномётный полк реактивной артиллерии (1-го формирования)
7-й гвардейский миномётный полк — воинская часть Вооружённых Сил СССР в Великой Отечественной войне.

## История
Полк формировался в Алабино (Приказ СВГК № 04 от 8.08.1941) по штату 08/61; Установки М-8;
В составе действующей армии с 24 сентября по 17 ноября 1941 г.
Полк использовался по-дивизионно на разных фронтах. Сам полк, как формирование, участвовал в обороне Донбасса с сентября по ноябрь 1941 г. При этом:
- 1-й дивизион полка (1-й миндн) в ноябре 1941 г. переброшен на Таманский полуостров, участвовал в Керченско-Феодосийской десантной операции, 20 марта 1942 г. обращён на формирование 52-го отдельного гвардейского миномётного дивизиона.
- 4-й дивизион полка направлен на рубеж реки Свирь и вёл там оборону в составе 7-й армии, переименован 24 декабря 1941 г. в 45-й отдельный гвардейский миномётный дивизион.
- 5-й дивизион полка с октября 1941 г. ведёт оборонительные бои под Москвой в составе 33-й армии, 2 ноября 1941 г. переименован в 25-й гвардейский миномётный дивизион.

17 ноября 1941 года полк расформирован.

## Подчинение
| Дата            | Фронт (округ)               | Армия | Корпус | Дивизия | Примечания                                                                                           |
| --------------- | --------------------------- | ----- | ------ | ------- | --- |
| 01.10.1941 года | Юго-Западный фронт          | -     | -      | -       | кроме 4-го миндн в составе 7-й отдельной армии                                                       |
| 01.11.1941 года | Юго-Западный фронт          | -     | -      | -       | кроме: 4-го миндн в составе 7-й отдельной армии 5-го миндн в составе 33-й армии Западного фронта     |
| 01.12.1941 года | в боевом составе не имелось | -     | -      | -       | кроме: 4-го миндн в составе 7-й отдельной армии 1-го миндн в составе 51-й армии Закавказского фронта |
| 01.01.1942 года | в боевом составе не имелось | -     | -      | -       | кроме: 1-го миндн в составе 51-й армии Закавказского фронта                                          |
| 01.02.1942 года | в боевом составе не имелось | -     | -      | -       | кроме: 1-го миндн в составе 51-й армии Закавказского фронта                                          |
| 01.03.1942 года | в боевом составе не имелось | -     | -      | -       | кроме: 1-го миндн в составе 51-й армии Закавказского фронта                                          |

## Командиры
- капитан Пешков Алексей Игнатьевич (до 17.11.1941, затем ком-р 5 ГМП (2-е фор.)), майор Московцев Александр Алексеевич (до 11.1942, затем НШ ОГ ГМЧ ЮЗФ); военком — бат. ком. Цегельник М. Ф. (1941, затем в 5 ГМП (2-е фор.)), ст. политрук Губарь Михаил Иванович (с 1941), ст. политрук Воробьев (с 1941);

Командиры дивизионов: 
- 1-й дивизион (с 20.03.1942 — 52 огмд (1-е фор.)) — ст. л-т / капитан Вальченко Петр Иванович (с 1941, с 8.1942 — ком-р 1 ГМП), капитан / майор Черняк Тимофей Федорович (1.1942, с 6.1942 — ком-р 18 ГМП), капитан / майор Мигрин Афанасий Фадеевич (с 7.1942, в 1944 — нач-к 82 ГСП 32 ГСД); военком ст.политрук Куликов Александр Петрович (4.1942);
- 4-й дивизион (с 24.12.1941 — 45 огмд 64 ГМП) — капитан Верещагин Яков Иванович (пропал без вести 5.10.1941);  ком-р бат-и ст. л-т Осипов Александр Семенович (1941, затем ком-р д-на);
- 5-й дивизион (установки М-8-24, с 2.11.1941 — 25 огмд 54 ГМП) — капитан Гурский В. (12.1941); нш д-на ст. л-т Мерзлый Григорий Васильевич (с 20.10.1941 по 12.1941, с 12.1941 по 15.01.1942 — замком, в 1944 — ком-р 46 ГМП);